# Єрко Владислав Едвардович
Владисла́в Едва́рдович Є́рко (нар. 1 липня 1962, Київ, Київська область) — український художник-ілюстратор, відомий своєю співпрацею з видавництвом «А-ба-ба-га-ла-ма-га». Член Національної спілки художників України з 1989 року.

## Життєпис
Навчався в Українському поліграфічному інституті імені Івана Федорова, проте не закінчив його через конфлікт з викладачами.
Серед робіт Єрко найбільше визнання і популярність мають ілюстрації до українського видання серії книг Джоан Роулінг про Гаррі Поттера, до серії романів Карлоса Кастанеди та Пауло Коельо (ілюстрації Єрка до книг Коельо видавництво «Софія» навіть випустило окремим альбомом, пояснюючи це тим, що «при багаторазовому збільшенні в ілюстраціях Єрка проступають все нові й нові деталі»).

## «Снігова королева»
«Снігова королева» Ганса Крістіана Андерсена з ілюстраціями Єрка вийшла в українському видавництві «А-Ба-Ба-Га-Ла-Ма-Га», завоювала Гран-прі на всеукраїнському конкурсі «Книжка року-2000», а в 2005 р. вийшла англійською двома виданнями і стала лідером продажів англійської видавництва «Templar», У США одержала титул «Найкраща дитяча книжка-2006», а також медаль Фонду Андерсена. Пауло Коельо дав «Сніговій королеві» Єрка таку характеристику: «Це найдивовижніша дитяча книжка, яку я бачив за своє життя».
2008 року оформлений Єрком новий український переклад трагедії Шекспіра «Гамлет» Юрія Андруховича, здобув Гран-прі Львівського Форуму видавців.
У 2018 році за ілюстрування книги «Маленький принц» (А-БА-БА-ГА-ЛА-МА-ГА, 2018) занесено до Почесного списку ІВВY (IBBY Honour List)